# Tir, Libanon
Tir (arabsko صُور, latinizirano: Ṣūr; feničansko 𐤑𐤓, latinizirano: Ṣūr, grško Τύρος, latinizirano: Týros, dob. 'skala') je obalno mesto na jugu Libanona. Leži okoli 80 km južno od Bejruta oz. približno 40 km južno od Sidona.

## Etimologija
Zgodnja imena Tira vključujejo akadsko Ṣurru, feničansko Ṣūr (𐤑𐤓‎) in hebrejsko Ṣōr (צוֹר). V semitskih jezikih ime mesta pomeni "skala" po skalni formaciji, na kateri je bilo mesto prvotno zgrajeno.
Prevladujoča oblika v klasični grščini je bila Týros (Τύρος), ki je bila prvič vidna v Herodotovih delih, vendar je bila morda sprejeta precej prej. To je povzročilo latinski Tyrus. Demonim za Tir je Tirski, prebivalci pa Tirčani.

## Zgodovina
Kot navaja Herodot, segajo začetki poselitve v 3. tisočletje pr. n. št. (okoli leta 2750 pr. n. št.), ko naj bi sidonski prišleki ustanovili novo pristanišče. Večji del 2. tisočletja pr. n. št. je bil podrejen Staremu Egiptu in trgoval z njim. 
Zlata doba se je pričela ob začetku 1. tisočletja pr. n. št., ko so Filistejci uničili do takrat precej pomembnejši Sidon. Kralj Hiram I., ki je zavladal leta 969 pr. n. št., je  najprej združil otok, kjer je nastal najstarejši del mesta, z manjšim otočkom in tako nastali večji otok prek nasipa povezal z obalo. Vzpostavil je trgovske vezi z judovskima kraljema Salomonom in Davidom ter jima dobavljal cedrovino in delovno silo za gradnjo Jeruzalemskega templja (1 Kr 5,22-23). V zahvalo je dobil 20 manjših mest v Galileji in vzpostavil trgovske vezi še z Arabci ter s severno in vzhodno Afriko. 
V tem času je Tir postal najpomembnejše feničansko mesto, ki je ustanavljalo kolonije na Siciliji in ob severnoafriški obali, Sredozemsko morje pa je v tistem času bilo znano kar kot »Tirsko morje«. Po letu 936 pr. n. št. se je Hiramova vladavina končala. Tir je spočetka še naprej cvetel in celo širil svoje trgovanje v Sredozemlju, zato pa je prihajalo do nenehnih bojev in prevratov na prestolu. Po legendi naj bi se za prestol potegovala tudi princesa Elisa, bolj znana kot Didona. Ko ji je prevrat spodletel, naj bi pobegnila v severno Afriko in v bližini današnjega Tunisa ustanovila Kartagino.
Leta 842 pr. n. št. je Tir postal asirska vazalna država, ki je novim gospodarjem plačevala davke, zato pa je ohranila široko avtonomijo in trgovala celo onkraj Gibraltarske ožine z zahodno Afriko in ozemljem današnje Velike Britanije. Večkrat se je poskušal otresti asirske nadvlade, vendar vsakič neuspešno, ker so proti njemu nastopila tudi ostala feničanska mesta. Ko je leta 612 pr. n. št. Asirija propadla, je Tir prešel pod oblast Nove Babilonije. Leta 586 pr. n. št. se je znova uprl. Nebukadnezar II. ga je oblegal kar 13 let, vendar so se Tirčani umaknili na otok in porušili nasip, tako da obleganje ni uspelo. Kljub vsemu se je s tem dokončno končalo zlato obdobje in v času vladavine Perzijcev si je Tir v senci Sidona povrnil le del nekdanjega ugleda. 
Leta 332 pr. n. št. so do mesta prišle čete Aleksandra Velikega. V nasprotju z večino preostalih feničanskih mest se Tir ni hotel predati. Aleksandrovi vojaki so navkljub nenehnemu obstreljevanju nasprotnikov potrpežljivo gradili nov nasip (in s tem mesto dokončno spremenili v polotok, kar je še danes) ter obenem zgradili najvišje znane (20 nadstropne) oblegovalne stolpe v zgodovini. Po 7 mesecih je bil upor vendarle zlomljen in Aleksandrovi vojaki so se strahovito znesli nad meščani: kar 30.000 so jih pobili ali prodali v suženjstvo. 
Tir si je opomogel tudi po teh dogodkih in si do leta 126 pr. n. št. uspel pridobiti popolno avtonomijo v sklopu Selevkidskega cesarstva. Leta 64 pr. n. št. je prešel pod oblast Rimskega cesarstva in nekoliko kasneje postal upravno središče rimske province Sirije. V tem času je v njem deloval tudi matematik in geograf Marin Tirski, ki je postavil temelje za kasnejše Ptolomajevo delo.
Tir je bil eno prvih mest v današnjem Libanonu, ki je sprejelo krščanstvo, zaradi tega je v obdobju Bizantincev hitro postalo najprej sedež škofije, kmalu nato pa še nadškofije, kateri je bilo podrejenih 14 škofij. Cvetela je še trgovina s svilo, steklom in tirskim škrlatom. Obdobje blaginje se je nadaljevalo tudi po letu 635 ko so Tir zasedli Arabci. Omajadi so v njem postavili mornariško oporišče in ravno od tu so prve arabske ladje odrinile na osvajalni pohod proti Cipru.
Ko so križarji leta 1099 prodirali proti Jeruzalemu, so od Tirčanov prejeli plačilo, zato mesta niso napadli. Leta 1111 ga je poskušal zavzeti Baldvin I., vendar je bil po 5 mesecih obleganja prisiljen odnehati. Leta 1124 so bili križarji uspešnejši. Po 5 mesecih in pol obleganja so vendarle uspeli zasesti Tir, k čemur je precej pripomogla tudi pomorska blokada beneškega ladjevja. Ob zasedbi so križarji najprej obnovili obrambno obzidje. Leta 1187 so uspešno odbili Saladinov napad, leta 1291 pa so se morali umakniti pred mameluki. Ti so porušili del mesta z obzidjem vred, da bi prišli do gradbenega materiala, Tir pa je povsem izgubil pomen. Neuspešni so bili tudi Fahredinovi poskusi oživitve mesta v 17. stoletju. Nekoliko si je opomoglo pod Turki, ko so v okolici pričeli pridelovati sladkorni trs.   
Po razpadu Osmanskega cesarstva je bil Tir leta 1920 vključen v francosko mandatno območje Veliki Libanon in leta 1943 postal del neodvisnega Libanona. Zaradi zaprte meje z Izraelom od leta 1948 dalje mu je pripadla le obrobna vloga »sredi ničesar« in je še naprej nazadoval v primerjavi z Bejrutom in v nekoliko manjši meri s Sidonom. Med libanonsko državljansko vojno je bil močno poškodovan in po njenem koncu je stekla počasna obnova, ki še danes ni povsem dokončana. Leta 1984 je bil vpisan na Unescov seznam svetovne dediščine.

## Geografija
Tir štrli iz obale Sredozemskega morja in je približno 80 km južno od Bejruta. Prvotno je sestavljalo dve različni urbani središči: sam Tir, ki je bil na otoku tik ob obali, in povezano naselje Ušu na sosednjem kopnem, pozneje imenovano Palaetyrus, kar v starogrščini pomeni "Stari Tir".
Skozi zgodovino od prazgodovine naprej so vsa naselja na območju Tira imela koristi od obilice zalog sveže vode, zlasti iz bližnjih izvirov Rašidieh in Ras Al Ain na jugu. Poleg tega sta na severu izvira Al Bagbog in Ain Ebreen ter reka Litani, znana tudi kot Alqasymieh. Sedanje mesto Tir pokriva velik del prvotnega otoka in se je razširilo na in pokriva večino nasipa, ki ga je zgradil Aleksander Veliki leta 332 pr. n. št. Ta nasip se je skozi stoletja močno povečal v širino zaradi obsežnih usedlin mulja na obeh straneh. Del prvotnega otoka, ki ga ne pokriva sodobno mesto Tir, je večinoma arheološko najdišče, ki prikazuje ostanke mesta iz antičnih časov.
Štiri občine prispevajo k 16,7 km² velikemu pozidanemu območju mesta Tir, čeprav nobena ni vključena v celoti: občina Sour vsebuje srce mesta, razen naravnega in obalnega rezervata; Burj El Shimali na vzhodu brez nenaseljenih kmetijskih zemljišč; Abbasiyet Sour na severu brez kmetijskih zemljišč in dislocirane vasi; in Ain Baal na jugovzhodu, tudi brez kmetijskih zemljišč in dislociranih vasi. Urbano območje Tira leži na rodovitni obalni nižini, kar pojasnjuje dejstvo, da je bilo leta 2017 približno 44 % njegovega ozemlja uporabljeno za znotrajurbano kmetijstvo, medtem ko je pozidano zemljišče predstavljalo več kot 40 %.
Glede na geomorfologijo in seizmičnost je Tir blizu prelomu Roum in Yammouneh. Čeprav je v tisočletjih utrpel številne uničujoče potrese, velja, da je stopnja ogroženosti v večini krajev nizka, v nekaterih drugih pa zmerna. Vendar pa cunami, ki sledi potresu in kasnejši zemeljski plazovi in poplave, predstavljajo velika naravna tveganja za prebivalstvo Tira.
Pod libanonskimi vodami naj bi ležale ogromne zaloge zemeljskega plina, velik del ob obali Tira, vendar je bilo izkoriščanje odloženo zaradi mejnih sporov z Izraelom.
Tir ima sredozemsko vroče poletno podnebje (klasificirano kot Csa po Köppnovi podnebni klasifikaciji), za katerega je značilno šest mesecev suše, to je od maja do oktobra. V povprečju ima 300 sončnih dni na leto in letno temperaturo 20,8 °C. Povprečna najvišja temperatura je najvišja pri 30,8 °C v avgustu, povprečna najnižja temperatura pa je najnižja pri 10 °C v januarju. Povprečna letna količina padavin doseže do 645 mm. Temperatura morske vode doseže najmanj 17 °C februarja in največ 32 °C avgusta. V globini 70 m je stalno 17–18 °C.
Dvigovanje morske gladine zaradi globalnega segrevanja ogroža obalno erozijo polotoka Tir in območij zaliva.

### Naravni rezervat Obala
Tir uživa sloves, da ima nekatere najčistejše plaže in vode v Libanonu. Vendar pa je profil UN HABITAT ugotovil, da je »morska voda onesnažena tudi zaradi odvajanja odpadne vode, zlasti na območju pristanišča«. Še vedno je precejšnje tudi onesnaženje s trdnimi odpadki.
Ministrstvo za javna dela je leta 1998 ustanovilo naravni rezervat obala Tira (TCNR). Dolg je 3,5 km in pokriva več kot 380 hektarjev. TCNR je znotraj najbolje ohranjenega odseka peščene obale v južnem Libanonu in je razdeljen na dve coni: 1,8 km dolga in široka 500 m peščena plaža, ki sega od počivališča Tire Rest House na severu do begunskega naselja Rashidieh Tabor na jugu in 2 km dolg odsek s kmetijskimi zemljišči majhnih družinskih kmetij in izviri Ras El Ain s tremi arteškimi vodnjaki, ki nenehno tečejo, od Rashidieha do vasi Chaetiyeh na jugu.
Prva je razdeljena na dve coni: eno za turizem, ki ima približno 900 m dolgo javno plažo in restavracijske šotore v poletni sezoni, ki sprejmejo do 20.000 obiskovalcev na naporen dan, in drugo 900 m ohranitveno cono kot zatočišče za morske želve in ptice selivke.
Zaradi svoje raznolike flore in favne je bil rezervat leta 1999 imenovan za Ramsarsko območje v skladu z mednarodno pogodbo o ohranjanju in trajnostni rabi mokrišč, saj velja za »zadnji biogeografski ekosistem v Libanonu«. Je pomembno gnezdišče ptic selivk, ogrožene glavate karete in orjaške črepahe (Chelonia mydas), miši (Acomys dimidiatus) in mnogih drugih bitij (vključno kuščarice, mali netopir in evropski jazbec (Meles meles). Prav tako pogosto opažajo delfine v vodah ob Tiru. Skupaj TCNR vključuje:
275 vrst, razdeljenih v 50 družin. Poleg tega je rezervat dom sedmih regionalno in nacionalno ogroženih vrst, 4 endemičnih in 10 redkih vrst, medtem ko je 59 vrst omejenih na območje vzhodnega Sredozemlja. Prav tako je vredno omeniti, da je bilo priznanih več bioindikatorskih vrst in 25 zdravilnih vrst. TCNR zajema rastlinske vrste, ki pripadajo različnim habitatom: peščena obala, skalnata obala, obalni in sladkovodni ekosistemi. V florističnih virih prevladujejo številne družine trave, metuljnice, nebinovke in kobulnice (Apiaceae).
Vendar pa je biotska raznovrstnost TCNR ogrožena, kot kaže močno zmanjšanje števila kaspijske želve Mauremys caspica, zelene krastače (Bufo viridis) in drevesne žabe Hyla savigny. Poleg tega je od leta 2000 severnoameriška kafrovka Heterotheca subaxillaris vdrla v TCNR kot neofit iz Haife čez modro črto.
Med vojno leta 2006 so bila območja za razmnoževanje želv prizadeta, ko je IDF bombardirala rezervat.
Razlitje nafte, ki je februarja 2021 opustošilo obalo severno od Aškelona, je onesnažilo tudi plaže v Tiru.

## Kulturna dediščina
Verjetno najtrajnejša feničanska zapuščina za tirsko prebivalstvo je jezikovni pečat, ki sta ga sirski in akadski jezik pustila na arabščini, ki se govori v regiji Tir. Predvsem široko uporabljen izraz Ba'ali – ki se uporablja zlasti za opis zelenjave in sadja iz netretirane kmetijske pridelave – izvira iz religije Baal. Tirska občina Ain Baal je očitno prav tako poimenovana po feničanskem božanstvu. Najvidnejši del starodavne in srednjeveške zgodovine na drugi strani pa so bila arheološka najdišča:
Prva arheološka izkopavanja je leta 1860 in 1861 izvedel Ernest Renan. V 1870-ih mu je sledil Johannes Nepemuk Sepp. Njegovo najbolj opazno delo je bilo izkopavanje v stolnici, da bi našel kosti Friderika Barbarosse. Več dela se je leta 1903 lotil grški arheolog Theodore Makridi, kustos cesarskega muzeja v Konstantinoplu. Pomembne najdbe, kot so fragmenti marmornih sarkofagov, so bile poslane v osmansko prestolnico.
Leta 1921 je francoska ekipa pod vodstvom Denyse Le Lasseur opravila arheološko raziskavo Tira. Sledila je še ena misija med letoma 1934 in 1936, ki je vključevala zračne raziskave in potapljaške ekspedicije. Vodil jo je jezuitski misijonar Antoine Poidebard, pionir zračne arheologije.
Obsežna izkopavanja so se začela leta 1946 pod vodstvom emirja Mauricea Chéhaba (1904-1994), »očeta moderne libanonske arheologije«, ki je desetletja vodil Službo za starine v Libanonu in bil kustos Narodnega muzeja v Bejrutu. Njegove ekipe so odkrile večino ostankov v Al Bassu, hipodrom in rimske terme.
V 1960-ih je Honor Frost (1917–2010) – na Cipru rojeni pionir podvodne arheologije, sprožil več raziskav, »ki so bile namenjene prepoznavanju in dokumentiranju pomembnega arheološkega potenciala za pristaniške objekte v obalnem Tiru«. Na podlagi rezultatov je predlagala, da stolp Al Mobarakee dejansko izvira iz helenističnih časov.
Vsa ta dela so se ustavila kmalu po začetku državljanske vojne leta 1975 in številni zapisi so bili izgubljeni.
Leta 1984 je Organizacija Združenih narodov za izobraževanje, znanost in kulturo (UNESCO) Tir razglasila za svetovno dediščino, da bi preprečila škodo, ki jo na arheoloških najdiščih povzročata oborožen spopad in anarhičen urbani razvoj.
V poznih 1980-ih so na pokopališču Al-Bass potekala skrivna izkopavanja, ki so preplavila trg starin.
Redna izkopavanja so se znova začela šele leta 1995 pod nadzorom Alija Khalila Badavija. Kmalu zatem je izraelska bomba uničila stanovanjski blok v mestu in pod ruševinami so se pokazali dokazi o zgodnji cerkvi. Njena nenavadna zasnova nakazuje, da je bila na tem mestu Pavlinova stolnica, ki je bila slovesno odprta leta 315 n. št.
Leta 1997 so na lokaciji Al Bass, blizu rimske nekropole, odkrili prvo feničansko žarno pokopališče. Medtem je Honor Frost mentorirala lokalne libanonske arheologe pri nadaljnjih podvodnih preiskavah, ki so leta 2001 potrdile obstoj strukture, ki jo je ustvaril človek, znotraj severnega pristaniškega območja Tira.
Leta 2003 je Randa Berri, predsednica Nacionalnega združenja za ohranjanje arheologije in dediščine južnega Libanona in žena Nabiha Berrija, veteranskega voditelja gibanja Amal in dolgoletnega predsednika libanonskega parlamenta, podprla načrt za prenovo Khan Sour / Khan Al Askaar, nekdanjo palačo Ma'ani, in jo preuredili v muzej. Od leta 2019 v zvezi s tem ni bilo narejenega nič in ruševine še naprej propadajo.
Sovražnosti libanonske vojne leta 2006 so ogrozile starodavne strukture Tira. To je spodbudilo generalnega direktorja Unesca, da je objavil »opozorilo o dediščini« za območje. Po prekinitvi sovražnosti septembra 2006 strokovnjaki za ohranjanje v Libanonu niso opazili neposredno škodo na starodavnem mestu Tir. Vendar pa je bombardiranje poškodovalo freske v rimski pogrebni jami v nekropoli Tir. Opažena je bila tudi dodatna degradacija lokacije, vključno s »pomanjkanjem vzdrževanja, propadanjem izpostavljenih struktur zaradi pomanjkanja regulacije deževnice in razpadanjem poroznih in mehkih kamnov«.
Od leta 2008 libanonsko-francoska ekipa pod vodstvom Pierre-Louisa Gatierja z univerze v Lyonu izvaja arheološka in topografska dela. Ko so se mednarodne arheološke misije v Siriji po letu 2012 ustavile zaradi tamkajšnje vojne, so nekateri namesto tega začeli z izkopavanji v Tiru, med njimi skupina, ki jo je vodila Leila Badre, direktorica Arheološkega muzeja Ameriške univerze v Bejrutu (AUB). , in belgijski arheologi.
Grožnje starodavni kulturni dediščini Tira vključujejo razvojne pritiske in nezakonito trgovino s starinami. Avtocesta, načrtovana v letu 2011, naj bi bila zgrajena na območjih, ki veljajo za arheološko občutljiva. Majhna geofizikalna raziskava je pokazala prisotnost arheoloških ostankov na predlaganih gradbiščih. Najdišča niso bila raziskana. Kljub prestavitvi predlaganega prometnega križišča pomanjkanje natančnih meja območja povzroča zmedo pri vprašanju ohranjanja območja.
Študija sredozemskih območij svetovne dediščine iz leta 2018 je pokazala, da ima mesto Tir »največje tveganje obalne erozije v trenutnih podnebnih razmerah, poleg 'zmernega' tveganja zaradi ekstremnih morskih gladin.«
Tako kot številna mesta v Levantu in Libanonu je bila arhitektura od libanonske državljanske vojne v 1970-ih slabe kakovosti, kar ogroža kulturno dediščino v grajenem okolju pred vojno stavbe iz osmanskega obdobja, kot sta Khan Rabu in Khan Sour / Khan Ashkar, so se po desetletjih popolnega zanemarjanja in pomanjkanja kakršnega koli vzdrževanja delno zrušile.
Leta 2013 je Mednarodno združenje za shranjevanje pnevmatik (IAST) prispelo na naslovnice, ko je v sodelovanju z dražbeno hišo Sotheby's objavilo spletno nagradno igro za financiranje vasi obrtnikov Les Ateliers de Tyr na obrobju mesta. Udeleženci so lahko kupili vstopnice za 100 evrov in osvojili sliko Mož z opernim klobukom iz leta 1914 Pabla Picassa. Izkupiček je znašal 5,26 milijona dolarjev. Sliko je dobil 25-letni uradnik za požarno varnost iz Pensilvanije. Predsednica IAST Maha al-Khalil Chalabi je hči fevdalnega gospoda in politika Kazema el-Khalila. Septembra 2017 je odprla Les Atelier, ki je sredi nasada pomarančevcev na 7300 m² površine na severovzhodnem obrobju Tira.

### Znamenitosti
Najslikovitejši del mesta je danes ribiško pristanišče na severni strani nasipa, ki nekdanji otok povezuje s celino, in se je v času Feničanov imenovalo »Sidonsko pristanišče«. Še vedno je moč opaziti delavnice, kjer izdelujejo čolne in krpajo mreže enako kot že stoletja. Za pristaniščem je tržnica (suk), ki se po velikosti in vzdušju sicer ne more meriti s podobnimi suki drugod v arabskem svetu. Severni del nekdanjega otoka danes zaseda krščanska četrt z ozkimi ulicami in skupno 6 cerkvami (ena je danes v ruševinah) različnih denominacij.
Ostanki iz rimskega obdobja se razprostirajo na dveh arheoloških območjih:
Arheološko območje Al Mina (pristanišče) je na južnem delu nekdanjega otoka ter ob južni stranici nasipa, kjer je že v času Feničanov stalo »Egipčansko pristanišče«. Glavna ulica, obdana s stebri na obeh straneh, vodi vse do morske obale. Mestoma so se še ohranili bizantinski mozaiki. Levo od glavne ulice, vzporedno z bližnjo obalo, stoji vrsta stebrov. Tu je stala palestra, vadbišče športnikov. Nekoliko dlje od obale je stalo veliko kopališče (velikosti približno 40 m × 30 m), močno poškodovano med državljansko vojno. Ohranili so se kamniti diski, ki so podpirali privzdignjena tla, pod katerimi se je pretakala vroča voda ali vroč zrak. Desno od glavne ulice stojita z dvema kolonama stebrov obdana agora. Nekoliko bližje obali stojijo ostanki nenavadnega pravokotnega gledališča s petimi vrstami za gledalce. Domnevno ga je bilo mogoče napolniti z vodo za uprizarjanje vodnih iger ali vodnih športov.
- Palaestra
- Agora
- Pravokotno gledališče

Severno od tega območja stoji danes za javnost zaprto območje, kjer so križarji v 12. stoletju postavili stolnico svetega Križa. Od nje so se do danes ohranili le granitni stebri. Verjetno je na istem mestu prvotno stal tempelj feničanskega boga Melkarta.
Precej večje arheološko območje Al Bass stoji poleg istoimenskega palestinskega begunskega taborišča, vzhodno od nekdanjega otoka na kraju, kjer je pred zgraditvijo nasipa stal celinski del Tira. Najvzhodnejši del tega območja zaseda nekropola, kjer je ohranjenih več sarkofagov, večinoma iz 2. in 3. stoletja. Sam vhod v rimsko mesto označuje slavolok iz 2. stoletja. V bližini slavoloka so vidni ostanki akvadukta. Iz 2. stoletja je tudi hipodrom, ki velja za največjega in najbolje ohranjenega na svetu. Dolg je 480 m in je zmogel sprejeti 20.000 gledalcev.

## Svetopisemski opis
Mesto Tir se pojavlja v mnogih svetopisemskih tradicijah:

### Stara zaveza
- Po Jozuetu 19 je bilo utrjeno mesto Tir dodeljeno Ašerjevemu plemenu. (Joz 19,29)
- Tirski kralj Hiram I. se je povezal z Davidom in Salomonom v 2. Samuelovi knjigi, (2 Sam 5,11) 1. knjigi kraljev (1 Kr 5,15) in 1. kronike (1 Krn 14,1). Hiram je priskrbel arhitekte, delavce, cedrov les in zlato za gradnjo kraljeve palače v Jeruzalemu in templja.[34]
- Tir je naveden med zavezništvom desetih narodov, ki so se zarotili proti Božjemu ljudstvu. (Ps 83,3-8)
- Tir je v Izaijevi knjigi omenjen kot pozabljen za 70 let, ko bo »pozabljen za sedemdeset let«, »njen dobiček in njen zaslužek pa bosta posvečena Gospodu«. (Iz 23,15-18)
- Joelova knjiga združuje Tir, Sidon in Filistejo in navaja, da so bili prebivalci Juda in Jeruzalema prodani Grkom, zato naj bi bila zaradi tega kazen. (Jl 3,4–8)
- Tir je omenjen tudi v Ezekielovi knjigi (Ezk 26-28), Amosovi knjigi (Am 1,9–10), psalmih in Zaharijevi knjigi (Zah 9,3–4), ki je prerokovala njegovo uničenje.

### Nova zaveza
- Jezus je obiskal regijo Tira in Sidona (Mt 15,21; Mk 7,24) in iz te regije so mnogi prišli, da bi ga poslušali pridigati, (Mk 3,8; Lk 6,17) kar je privedlo do ostrega nasprotja po Mateju (Mt 11,21) z njegovim sprejem v Korazinu in Betsaidi.
- Herod naj bi bil jezen na prebivalce Tira in Sidona in imel je javni govor, na katerem ga je Bog udaril, potem ko mu ni dal slave, ko je prejel arogantno pohvalo v skladu s knjigo Apostolskih del. (Apd 12,19–24) Ista knjiga opisuje Pavlovo potovanje v Tir, kjer je ostal sedem dni. (Apd 21,1–7)
- V knjigi Razodetja se 18. poglavje (Raz 18) v veliki meri nanaša na trgovski opis Tira v Ezekielu (Ez 26–28).

### V popularni kulturi
- Apolonij iz Tira je tema starodavne kratke novele, priljubljene v srednjem veku. Besedilo, ki obstaja v številnih oblikah v mnogih jezikih, naj bi bilo prevedeno iz starogrškega rokopisa, ki je zdaj izgubljen.
- Periklej, princ Tira je jakobinska igra, ki sta jo vsaj deloma napisala William Shakespeare in George Wilkins. Kljub dvomom o avtorstvu je vključena v sodobne izdaje njegovih zbranih del.
- V Veliki Britaniji v 19. stoletju je bil Tir večkrat vzet za zgled smrtnosti velike moči in statusa, na primer John Ruskin v uvodnih vrsticah The Stones of Venice in Recessional Rudyarda Kiplinga.

Tyrus je naslov in predmet pesmi kumbrijskega pesnika Normana Nicholsona v njegovi zbirki 'Rock Face' iz leta 1948.
- Francoski stripar Albert Uderzo je leta 1981 izdal Asterix in črno zlato, ki opisuje Asterixovo in Obelixovo potovanje na Bližnji vzhod z Jamesom Bondom in svetopisemskimi temami: v iskanju nafte plujeta na krovu feničanske ladje, vendar rimski režim zapre pristanišče v Tiru, da bi preprečili njihovo izkrcanje.
- Leta 2015 je francosko-libanonski umetnik Joseph Safieddine izdal grafično romaneskno dramo Yallah Bye, ki opisuje usodo njegove družine med vojno med Izraelom in Hezbolahom leta 2006, ko so se zatekli v krščansko četrt Tira. Leta 2017 je sledila angleška različica, leta 2019 pa arabska.

## Pobratena mesta
Tir je pobraten z:
- Alžir, Alžirija
- Dezful, Iran
- Málaga, Španija[35]
- Perpignan, Francija
- Tunis, Tunizija

## S Tirom povezani astronomski objekti
Območje na Evropi, najmanjši od štirih galilejskih lun, ki krožijo okoli Jupitra, je poimenovano po Tiru kot rojstnem kraju legendarne princese Evrope. Območje se je prej imenovalo Tyros-Macula in meri okoli 140 km v premeru. Raziskave domnevajo, da je na to točko nekoč trčil asteroid ali komet. Jasno prepoznavni koncentrični krogi okoli kraterja s premerom približno 40 km torej nakazujejo, da so bile v času trka pod površjem shranjene tekoče snovi, morda tekoča voda.
Asteroid 209 Dido je dobil ime po tirski princesi Dido, ki je po mitologiji ustanovila Kartagino. S premerom okoli 160 km je eden večjih asteroidov v glavnem pasu med planetarnima orbitama Marsa in Jupitra in je očitno z ogljikom bogat tip C. Leta 1879 ga je odkril nemško-ameriški astronom Christian Heinrich Friedrich Peters.